# Маргіт (острів)
Острів Маргіт, (Марґітсіґет, угор. Margit-sziget — острів Маргарити) — острів на Дунаї в місті Будапешт. Острів розташований в центрі міста між двома частинами угорської столиці — Будою і Пештом і з'єднується з ними мостом Маргарити у південній частині та мостом Арпада в північній. Довжина острова — 2,5 км, площа — 0,965 км². Острів цілком зайнятий парком, має популярність як місце відпочинку у туристів і жителів міста. На острові розташовано кілька готелів з джерелами термальної води. Проїзд автотранспорту за винятком таксі, автобусів і велорикш заборонений.

## Історія
Історія будапештського острова на Дунаї починається під ім'ям «Заячий острів». Король Угорщини Бела IV дав обітницю віддати свою дочку Маргариту в черниці домініканського монастиря, який займав велику частину острова, у разі позбавлення від навали монголів. Після позбавлення від навали він виконав свою обіцянку. Його дочка померла у віці 28 років. Завдяки шануванню святої дочки короля острів отримав зрештою її ім'я.